# George Szell

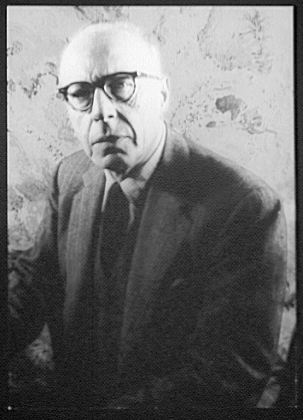
George Szell, 5. Januar 1954
Fotografie von Carl van Vechten, aus der Van Vechten Collection der Library of Congress

George Szell (* 7. Juni 1897 in Budapest, Österreich-Ungarn; † 30. Juli 1970 in Cleveland, Ohio) war ein österreichisch-ungarischer Dirigent, Pianist und Komponist. Er besaß die amerikanische Staatsbürgerschaft. Von 1946 bis zu seinem Tod leitete er das Cleveland Orchestra. Mit Ausnahme von Eugene Ormandy leitete kein Dirigent im 20. Jahrhundert eines der amerikanischen Big-Five-Orchester länger als George Szell. Die Dirigenten Szell, Ormandy, Solti, Doráti und Reiner, die alle aus Budapest stammten, brachten die amerikanischen Orchester ab der Mitte des 20. Jahrhunderts auf ein Niveau, das dem der europäischen Orchester ebenbürtig war.

## Biografie

### Herkunft und Name
Georg Szell war ein Sohn des Georg Karl Szell, geboren 1866 in Mähren, und der Margarethe Harmet, geboren 1877 in der Slowakei, beide wurden 1944 Opfer des Holocaust. Die Familie zog nach Wien, als Georg sechs Jahre alt war, und konvertierte von der jüdischen Religion zum Katholizismus.
Die Quellen geben als Geburtsnamen unterschiedliche Varianten wieder, bedingt durch die Sprachenvielfalt im Österreich-Ungarn der k.u.k.-Zeit: (ungarisch) Széll György oder Széll György Endre oder (deutsch) Georg Szell. Spätestens seit seiner Ankunft in Amerika 1939 nannte er sich George Szell.

### Künstlerischer Werdegang
Szell begann seine Ausbildung in Wien zunächst bei Richard Robert als Pianist. Hier lernte er Rudolf Serkin kennen. Er wurde sein musikalischer Kooperationspartner und ein lebenslanger Freund. Neben dem Klavier studierte Szell Komposition bei Eusebius Mandyczewski, einem persönlichen Freund von Brahms. 1910 schrieb sich Szell für eine kurze Zeit am Leipziger Konservatorium ein, wo er von Max Reger (Komposition) und Robert Teichmüller (Klavier) unterrichtet wurde. Im Alter von 14 Jahren unterschrieb Szell einen Zehn-Jahres-Exklusiv-Vertrag mit dem Wiener Verlag Universal Edition. Neben eigenen Kompositionen arrangierte er Bedřich Smetanas 1. Streichquartett Aus meinem Leben für Orchester.
Bereits 1908, also mit elf Jahren, hatte er seinen ersten öffentlichen Auftritt als Pianist und Komponist. Sein Debüt als Dirigent gab er 16-jährig mit dem Wiener Symphonie Orchester. Als Siebzehnjähriger leitete er selbst die Aufführung einer eigenen Komposition durch die Berliner Philharmoniker. Noch vor seinem 20. Geburtstag arbeitete er mit den Berliner Philharmonikern sowohl als Pianist, Komponist als auch als Dirigent zusammen.
Richard Strauss holte Szell als Korrepetitor an die Berliner Oper (1914–1917). Anschließend wurde Szell als Nachfolger Otto Klemperers Chefdirigent der Straßburger Philharmoniker (1917–1919). Es folgten Stationen beim Deutschen Theater in Prag (1919–1921), in Darmstadt (1921–1922) und in Düsseldorf (1922–1924), bevor er als Erster Kapellmeister an die Staatsoper Berlin engagiert wurde (1924–1929). Gleichzeitig leitete er das Rundfunk-Symphonieorchester Berlin und unterrichtete an der Berliner Hochschule für Musik (1927–1930) und machte auch Aufnahmen mit den Wiener Philharmonikern.

### Nach 1933
1936–1939 übernahm er die Leitung des Scottish National Orchestra und 1937–1939 gleichzeitig des Residenzorchesters von Den Haag.
1939 kehrte Szell als Generalmusikdirektor und Opernchef nach Prag zurück. Die Prager Freimaurer-Großloge „Lessing zu den drei Ringen“ führt ihn unter dem Namen „Georg Szell“ als Mitglied.
Nach Ausbruch des Zweiten Weltkriegs 1939, Szell beendete gerade eine Tournee durch Australien, ließ er sich aufgrund seiner jüdischen Herkunft mit seiner Familie in New York nieder. Ein Jahr lang unterrichtete er, dann erhielt er vereinzelt Einladungen als Gastdirigent. Wichtig unter diesen Einladungen waren 1941 vier Konzerte mit Arturo Toscaninis NBC Symphony Orchestra. 1942 erfolgte das Metropolitan-Opera-Debüt; er dirigierte das Orchester in den darauffolgenden vier Jahren regelmäßig.
In den Jahren 1940–1942 spielte er als Pianist mit Paul Hindemith und Rudolf Serkin als Partnern auch Kammermusik. Von 1942 bis 1946 arbeitete Szell regelmäßig an der Met und von 1943 bis 1956 mit den New Yorker Philharmonikern.

### Nach 1945

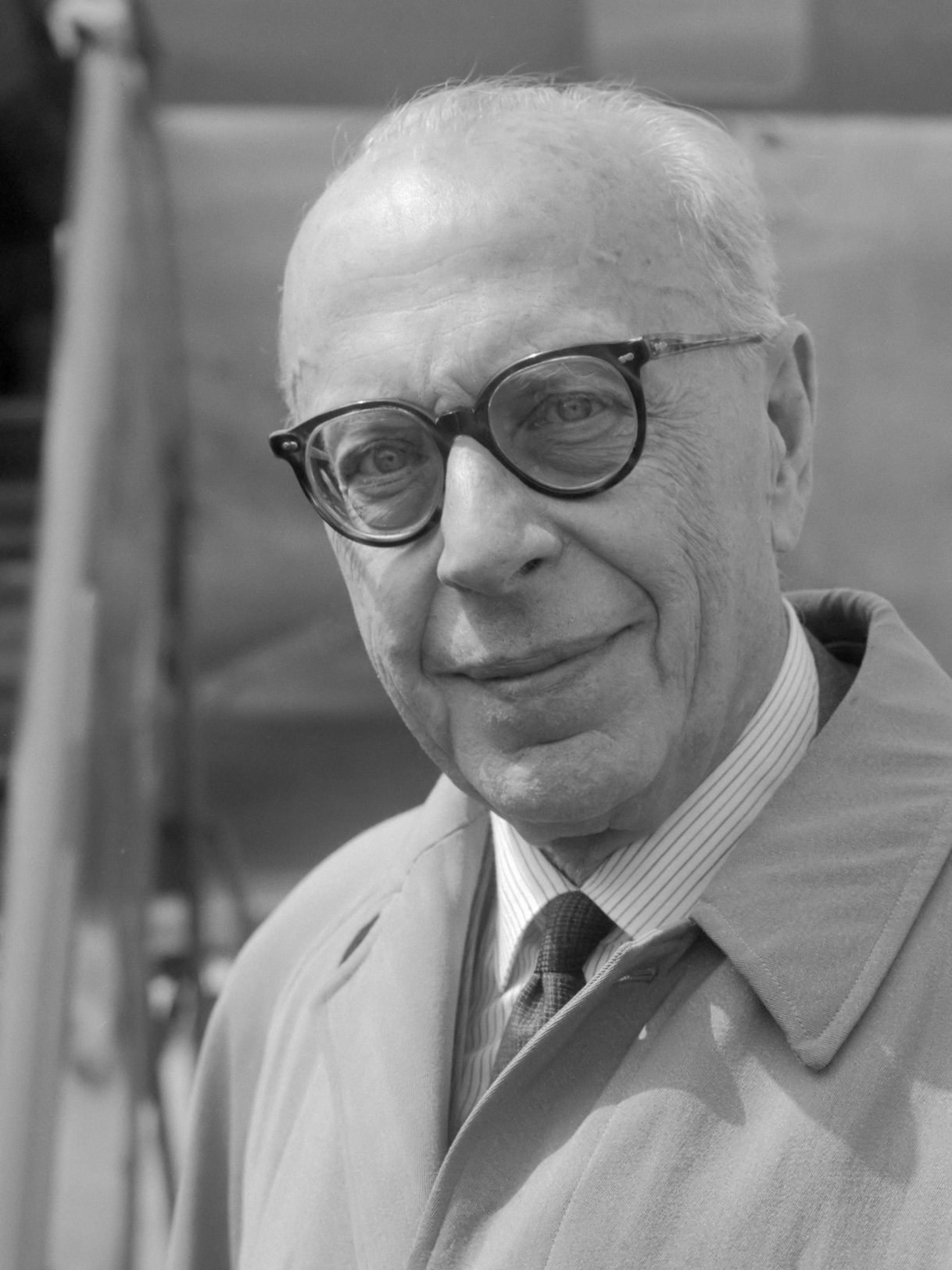
George Szell (1965)

1946 erhielt Szell die amerikanische Staatsbürgerschaft. Im selben Jahr übernahm er als Chefdirigent das Cleveland Orchestra, das er auf Weltklasse-Niveau brachte und bis zu seinem Tode 1970 leitete. Er gastierte bei den Salzburger Festspielen, wo er 1954 Penelope, 1957 die Die Schule der Frauen von Rolf Liebermann und 1955 die Irische Legende von Werner Egk zur Uraufführung brachte. Aber auch hier konzertierte er vor allem mit den österreichischen Klassikern wie Haydn, Mozart und Beethoven. So sah er sich selbst als einen der größten Beethoven-Interpreten seiner Zeit.
1967 wurde Szell in die American Academy of Arts and Sciences gewählt.
Zu Beginn der Saison 1969/1970 wurde er Music Advisor der New Yorker Philharmoniker.

## Persönlichkeit
Szell beschrieb die Rolle des Dirigenten mit den Worten: “Conductors must give unmistakable and suggestive signals to the orchestra – not choreography to the audience.” („Dirigenten müssen dem Orchester unmissverständliche und suggestive Zeichen geben – nicht eine Choreografie für das Publikum.“)
Szell hatte den Ruf, als Dirigent mit sich und seinen Musikern unerbittlich streng umzugehen. Seine Probenarbeit war gefürchtet. Er sagte: “The Cleveland Orchestra gives seven concerts a week and the public is invited to two.” („Das Cleveland Orchestra gibt sieben Konzerte pro Woche, das Publikum ist zu zweien eingeladen.“) Seine autoritäre Art wurde nicht von allen Orchestern akzeptiert, führte aber nicht selten zu herausragenden Ergebnissen. Hoch gerühmt werden zum Beispiel seine Aufnahmen der Sinfonien von Dvořák, Haydn und Brahms sowie die Brahms-Klavierkonzerte (mit Serkin und Fleisher).
Wenn er mit einer Aufnahme unzufrieden war, untersagte Szell die Veröffentlichung; so geschehen bei einer Aufnahme der 4. Sinfonie von Tschaikowsky mit dem London Symphony Orchestra, die erst Jahre nach seinem Tod erschien – und als eine der besten dieses Werkes gilt.
Szell konnte sich auch recht ungehobelt artikulieren. Im Jahr 1957 wurde in Cleveland Beethovens 2. Klavierkonzert geprobt, Solist war Glenn Gould. Dieser brachte immer seinen eigenen Klavierstuhl mit. Als Gould während der Probe die Höhe des Stuhls einzustellen versuchte, soll Szell gesagt haben: „Wenn Sie vielleicht ein Sechzehntel Inch von Ihrem Hintern abkratzen, Mr. Gould, könnten wir endlich mit dieser Probe fortfahren.“ Die Berichte darüber, wie deftig Szell sich damals ausdrückte, gehen auseinander. Gould sagte später, er habe den Satz nicht gehört.

## Verhältnis zu anderen Künstlern

### Zusammenarbeit mit Solisten
In Leon Fleisher fand Szell in den 1950er und frühen 1960er Jahren seinen idealen Interpreten für das Klavierkonzert-Repertoire. Von herausragender Qualität sind die Aufnahmen der Klavierkonzerte von Beethoven und Brahms, daneben des Klavierkonzertes Nr. 25 von Mozart sowie der Klavierkonzerte von Grieg und Schumann, der Symphonischen Variationen von César Franck und der Rhapsodie über ein Thema von Paganini von Rachmaninow.
In den 1950er und 1960er Jahren konzertierte er häufig mit dem Cellisten Pierre Fournier. Mit ihm und den Berliner Philharmonikern nahm er das Dvořák-Cellokonzert auf. Szell arbeitete auch mit den Pianisten Gilels und Serkin sowie mit dem Geiger Oistrach und dem Cellisten Rostropowitsch zusammen.

### Schüler
Zu seinen Schülern gehörten u. a. James Levine, sein Assistent in Cleveland Louis Lane, die in Berlin geborene Komponistin Ursula Mamlok sowie Robert Shaw. James Levine wurde später Leiter der Met, der Münchner Philharmoniker und des Boston Symphony Orchestra. Er war in den 1960er Jahren George Szells Assistent. Ursula Mamlok unterrichtete Komposition an der New York University, der Temple University und über vierzig Jahre an der Manhattan School of Music in New York. Durch die Leitung des Chors des Cleveland Orchestra wurde Robert Shaw bekannt. Er leitete später das Atlanta Symphony Orchestra.

## Szell als Komponist und Bearbeiter
Bereits 1908, also mit elf Jahren, gab er seinen ersten öffentlichen Auftritt als Pianist und Komponist. Er schrieb eine Sinfonie in Es-Dur, ein Quintett in D-Dur, ein Rondo für Klavier und andere Werke.
- Klavier-Quintett, Universal Edition, Wien, 1912 OCLC 7961380206
- Variationen über ein eigenes Thema für Orchester op. 4, Universal Edition, Wien, 1916 OCLC 435607253
- Lyrische Ouvertüre op. 5, Universal Edition, Wien, 1922 OCLC 20339267
- Drei kleine Klavierstücke op. 6, Universal Edition, Wien, 1922 OCLC 698483512
- Wiener Carneval Ouverture, Universal Edition OCLC 55778313

Neben seinen eigenen Kompositionen bearbeitete er auch bekannte Werke der klassischen Musik: Diese spielte er auf Schallplatte ein, so u. a. Smetanas Streichquartett Aus meinem Leben und seine Bearbeitung der vier Sinfonien von Schumann. Szell verwendete aber im Falle der 2. und der 4. Sinfonie sehr viel von den Weingartner’schen Retuschen, bei der 3. machte er – neben Weingartners Vorschlägen – eigene Retuschen, und im Falle der 1. Sinfonie übernahm er auch einzelne Retuschen von Gustav Mahler (1. Satz, nach Takt 280).
In einem bemerkenswerten Artikel aus dem Jahre 1960 – erschienen in der New York Times anlässlich von Schumanns 150. Geburtstag (und dann in der Wiederveröffentlichung seiner Aufnahmen 1996 bei Sony in mehreren Sprachen erneut abgedruckt) – beschreibt er seine große Liebe zu Schumanns Musik, gibt aber auch genau Rechenschaft über seine Instrumentations-Retuschen an den Sinfonien. Sein Schüler Michael Charry berichtete später, dass Szell den Standpunkt vertrat: „Sie sollten so klingen … als hätte Schumann soviel Sinn für Orchestration wie Weber gehabt, aber nicht soviel wie Richard Strauss.“

## Aufnahmen
Mit dem Cleveland Orchestra nahm er hauptsächlich für Epic Records fast das komplette Standard-Repertoire der klassischen Musik auf, erreichte dabei aber fast nie die Verkaufszahlen von Leonard Bernstein, der mit den New Yorker Philharmonikern für Columbia Records und damit für denselben Mutterkonzern (CBS) aufnahm. Der CBS-Geschäftsleitung wird in diesem Zusammenhang das Wortspiel „Szell never sells“ („Szell verkauft sich nicht“) zugeschrieben. Stark dagegen spricht allerdings, dass CBS ihn die großen Klassiker massenweise einspielen ließ und viele Aufnahmen auch heute noch verfügbar sind, u. a. alle Beethoven-Sinfonien und Konzerte (mit Leon Fleisher, ein zweites Mal für EMI mit Emil Gilels am Klavier), alle Brahms-Sinfonien und die Konzerte (mit Leon Fleisher sowie auch hier ein zweites Mal mit Serkin am Klavier, Oistrach und Rostropowitsch an der Violine und am Cello), die Dvořák-Sinfonien 7–9, alle Schumann-Sinfonien (in eigener Bearbeitung), die „Unvollendete“ und die „Große“ von Schubert, Haydn und viele Werke von Mozart (Sinfonien 28, 33, 35, 39, 40 und 41, „Posthornserenade“, „Eine kleine Nachtmusik“ u. a.).
Seit dem Jahre 1990 wurden viele Aufnahmen von Szell durch Sony BMG Music Entertainment, das Teile von CBS übernommen hatte, in der Reihe „Essentials Classics“ digital remastered zu recht günstigem Preis (ca. fünf Euro) auf den Markt gebracht und, die für eine Wiederentdeckung Szells durch die jüngere Generation sorgten.
Weitere Aufnahmen von Szell findet man bei Philips mit dem Concertgebouw-Orchester, bei Decca mit seinem Clevelander Orchester und mit dem London Symphony Orchestra.